# بوگدانگه
بوگدانگه (به صربی: Bogdanje) یک منطقهٔ مسکونی در صربستان است که در Trstenik واقع شده‌است. بوگدانگه ۱٬۰۵۵ نفر جمعیت دارد.